# فرودگاه ماگونگ
فرودگاه ماگونگ (به انگلیسی: Magong Airport) یک فرودگاه همگانی با کد یاتا MZG است که یک باند فرود بتن دارد و طول باند آن ۳۰۰۰ متر است. این فرودگاه در کشور تایوان قرار دارد .

## شرکت‌های هواپیمایی و مقصدهای پروازی
| شرکت‌های هواپیمایی       | مقصدهای پروازی                                       |
| ----------------------- | ---------------------------------------------------- |
| Daily Air               | کیمی                                                 |
| فار ایسترن ایر ترنسپورت | گاوشیونگ، تیچون، سونگشان تایپه                       |
| مندرین ایرلاینز         | گاوشیونگ، تیچون، سونگشان تایپه                       |
| Uni Air                 | چیایی، گاوشیونگ، کینمن، تیچون، تاینان، سونگشان تایپه |